# Code à bulles
Le code à bulles  est un système de marquage anti-contrefaçon basée sur un identifiant unique similaire aux Code-barres mais non falsifiable. Ce système d’identifiant unique réplique sur un support de résine transparente le principe la distribution aléatoire de bulles constatée lors de fabrications de micro-processeurs. L'authenticité du produit marqué se déduit par comparaison entre les bulles présentes dans l'étiquette en résine et leur image proposée sur un site de contrôle.

## Historique
Le code à bulles a été développé en 2002 par le laboratoire de recherche Novatec  Electronic Assembly Process,, qui en a concédé la licence d'exploitation à sa filiale Prooftag,. En 1998, dans le cadre des travaux effectués dans le laboratoire de recherche Novatec il est observé des bulles entrainant des défauts dans des polymères conducteurs ou isolants. Deux ingénieurs, Francis Bourrières et Clément Kaiser cherchaient à éliminer ces bulles en essayant de mettre au point un dispositif d’application sous vide desdits polymères pour des circuits électroniques. Malgré des améliorations continues effectuées sur plusieurs années, le procédé inventé ne donnera jamais entière satisfaction, il subsiste toujours quelques bulles apparaissant ici ou là de façon incontrôlée. Abandonnant les travaux de recherche, les deux ingénieurs finissent par appliquer ce défaut majeur dans le domaine électronique à un autre domaine.

## Description du système

### Composition et fonction du code à bulles
Il s’agit d’un support en polymère transparent. Ce support contient une constellation de bulles visibles à l’œil dont la présence est le résultat d’une auto- génération chaotique. À partir de chaque codes à bulles  est extraite une signature numérique unique et imprévisible. Cette signature est accessible uniquement en lecture et jamais en écriture. Elle ne peut pas être usurpée sans la présence physique du code à bulles qui remplit ainsi une double fonction d’authentification physique et numérique.

### Principe de fonctionnement
Chaque code à bulles est associé avec un objet pour prouver son authenticité ou avec un document pour prouver son intégrité et sa non falsification.
Un code à bulles fonctionne de façon analogue à la biométrie. L’empreinte du code à bulles est stockée sous forme numérique et d’image dans une base de données en relation avec l’objet et l’information à protéger.

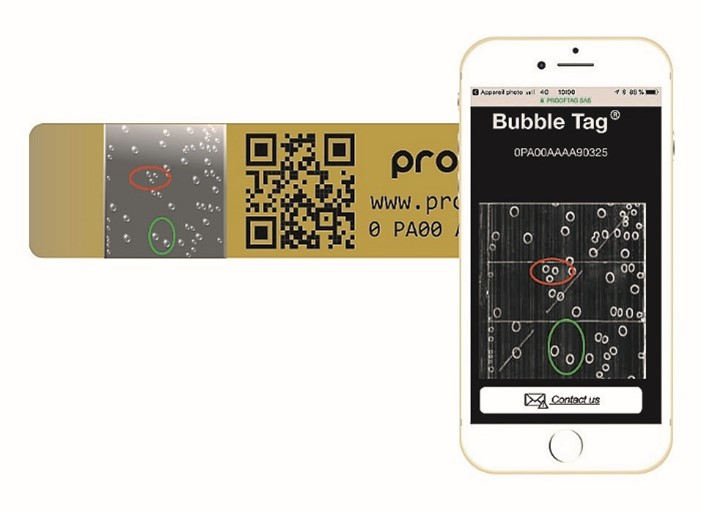
Contrôle visuel

### Singularité de l'identifiant

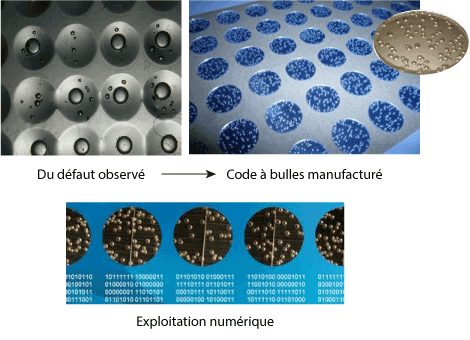
Code à bulles

La probabilité de reproduction avec 40 bulles est de 1/10160 . Les bulles appartenant à un même code ont des formes quelconques et occupent des positions relatives toujours différentes. Ces bulles auto générées dans une matière transparente réagissent à la lumière à l’interface bulle/matière du fait d’indices de réfraction différents, en produisant des reflets et des ombres connectés avec la source lumineuse. C’est grâce à ces combinaisons associées à un grand nombre de bulles qu’il est possible d’extraire des signatures discriminantes et de prouver que le code à bulle est un original généré par la nature.
Ces propriétés confèrent à chaque code à bulles manufacturé une double fonction : identifiant unique car il génère son propre code et authentifiant car il est non reproductible et il faut sa présence physique pour attester de sa propre signature. 

## Contrôle d’authenticité

### Contrôle visuel
Le contrôle s’effectue de façon visuelle en rapatriant sur l’écran de l’ordinateur ou du smartphone l’image 2D du code à bulles stocké en base de données et en comparant cette image avec la constellation du code à bulles 3D physiquement associé à l’objet ou document.

### Contrôle électronique
Il existe quatre modes de contrôle électronique appelés eDMR (electronic Direct Mobile Reader) dont deux font appel à des smartphones conventionnels sous Android.  

## Applications
Le code à bulles est utilisé pour garantir l’origine et l’authenticité des vins dans divers pays,,,,,,, celle de cosmétiques, pour la production d'outillage industriel, pour la reproduction numérique de photographies.

### Lutte contre la fraude documentaire
En Afrique, le code à bulles a été utilisé au Bénin et Burkina Faso pour authentifier certains documents administratifs de la contrefaçon,.
Au Bénin, ce sont les titres de propriété qui ont été sécurisés, avec l'aide d'un expert-comptable qui a fondé l’Office béninois d’authentification et anticontrefaçon (Obac). En Guinée, le système de code à bulles a été utilisé pour rendre infalsifiables procès-verbaux d’élections. Au Cameroun, les procès-verbaux de contrôle technique des véhicules ont utilisé cette technique, ainsi que les vignettes automobile, doublement sécurisées par un QR-code et un code à bulles,.

### Utilisation pour l'état-civil: lutte contre le phénomène des «enfants fantômes»
Au Burkina Faso, un système appelé  iCivil, combinant bracelets de naissance dotés de code à bulles et documents à QR-code a été testé en 2017 dans 20 maternités de Ouagadougou, avec l'objectif de résoudre le problème des enfants non déclarés à la naissance, appelés « enfants fantômes ».